# 杜拉鋁

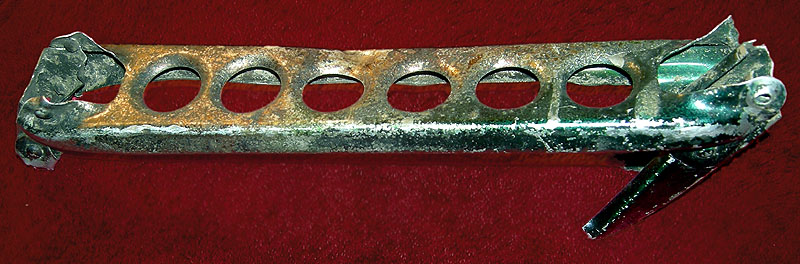
1937年5月6日起火的興登堡號飛船，上面因火灾损坏的杜拉鋁結構

杜拉鋁（英文：duralumin、duraluminium、dural），又稱硬鋁，是最早的硬化鋁合金，主要合金元素有銅、錳及鎂。
現在常用的合金類型是AA2024，其中有（重量百分比）4.4%銅、1.5%鎂、0.6%錳。典型抗拉強度450Mpa，強度的差異主要取決於溫度。杜拉鋁因為比強度高，是飛機上常用的合金．但因為主材料鋁在660度左右就會熔化，高速的噴射機會使用其他耐高溫的合金，例如鈦合金。

## 歷史
杜拉鋁由德國冶金工程師阿尔弗雷德·威尔姆在Dürener Metallwerke Aktien Gesellschaft開發出來。在1903年Wilm發現含4%銅的鋁合金淬火後會在室溫下慢慢硬化。1909年進一步改善了杜拉鋁的性質 。现在铝铜合金系统在国际合金命名系统（International Alloy Designation System）中被指定为2000系列铝合金，杜拉铝這個名字仅用于科普描述上。
首次使用是用於飛艇的框架上。它的組成和熱處理方式在戰時是一個秘密，1930年代杜拉鋁迅速在航空界傳播，同時被引進製造飛機的單體技術。杜拉鋁在精密工具也相當受到歡迎，質量輕也有強度。

## 腐蝕的保護
杜拉鋁中加入了銅，雖然提高了強度，同時也因合金容易被腐蝕，在表面加上一層高純度的鋁板，抗腐蝕性將大大的提升。這些板料被稱為鋁包，常用於航空業。

## 應用
鍛造用銅鋁合金常見名單：
- 2011：線、桿、螺絲機加工用材料。具有良好的加工性，好的強度。
- 2014：鍛件、板、飛機配件、汽車主要結構組件、太空推進器裝槽和結構、車架和懸掛零件。用在需要高強度和硬度、高溫環境下。
- 2024：飛機結構、鉚釘、卡車輪子、螺桿機產品。
- 2036：汽車車身外殼。
- 2048：航空航天和軍事裝備。
- 2141：飛機結構，板厚40（1.57英寸）－60（2.36英寸）。
- 2218：鍛件、飛機和柴油發動機活塞、飛機發動機缸蓋、噴氣發動機葉輪和壓縮機的環。
- 2219：銲接太空推進器氧化劑和汽油箱、超音速飛機蒙皮和結構零件。隨時可焊接範圍−270 °C（−454.00 °F）－300 °C（572.00 °F）。有高破裂韌性、T8具有高抗粒間腐蝕。
- 2618：模具及手鍛件、高溫運作活塞和飛機引擎旋轉零件、輪胎模具。

## 註解
1. 1 2  ASM Handbook. Volume 2, In Properties and Selection: Nonferrous alloys and special purpose materials. ASM, 2002.
2. ↑  
.   [2014-03-29]. （原始内容存档于2014-03-29）.
3. ↑  J. Dwight. Aluminium Design and Construction. Routledge, 1999.
4. ↑  J. Snodgrass and J. Moran. Corrosion Resistance of Aluminum Alloys. In Corrosion: Fundamentals, Testing and Protection, volume 13a of ASM Handbook. ASM, 2003.